# Yacine Idriss Diallo
Yacine Idriss Diallo, né le 1er octobre 1960 à Daloa en Côte d'Ivoire, est un chef d'entreprise. Il est le président de la Fédération ivoirienne de football (FIF) depuis le 23 avril 2022. Yacine Idriss Diallo est le cofondateur de l'Académie de football Amadou Diallo de Djékanou et a été le vice-président de l'Asec Mimosas de 1984 à 2002.

## Biographie

### Jeunesse et début de carrière professionnelle
Yacine Idriss Diallo naît à Daloa, une ville du centre-ouest de la Côte d'Ivoire, d'un père enseignant et d'une mère femme au foyer. Il grandit dans la capitale économique d'Abidjan et s'y découvre une passion pour le football qu'il pratique comme loisir. 
Yacine Idriss Diallo fait ses études au lycée classique d'Abidjan avant d'intégrer l'université Félix Houphouët-Boigny où il obtient une maîtrise de mathématique.
En 1982, il sera le président de l'Abidjan Université club, le club sportif de son établissement.
En 1984, il devient le vice-président de l'un des plus grands clubs de football du pays. L'Asec Mimosas compte 27 victoires au championnat de Côte d'Ivoire et est 21 fois vainqueur de la coupe nationale. Il y reste jusqu'en 2002. 

### Fédération ivoirienne de football (1988-2011)
En 1988, Yacine Idriss Diallo intègre la fédération ivoirienne de football. Il y occupe le poste de vice-président pour un mandat de deux ans. En 2002, il devient vice-président chargé de la commission de marketing et de la promotion.

### Création de l'Académie de football Amadou Diallo
En 2005, Yacine Idriss Diallo devient membre fondateur l'Académie de football Amadou Diallo de Djékanou ou l'AFAD. Ce qui était initialement une académie pour de jeunes sportifs devient un club d'envergure nationale qui intégrera la première division en 2011. 

### L'élection à la présidence de la FIF
En décembre 2020, la FIF est mise sous tutelle par la FIFA qui a installé un comité de normalisation. Une décision qui intervient après maintes reports, en raison de désaccord sur le système de parrainage des candidats,. Ce comité a pour but de réviser partiellement les statuts et le code électoral de la FIF conformément aux exigences de la FIFA. Yacine Idriss Diallo est en campagne à la présidence de la FIF. 
En mars 2020, 3 candidats sont retenus. Idriss Diallo se retrouve face à l'ancien international de football ivoirien Didier Drogba, et Sory Diabaté, un haut responsable de la fédération. Yacine Idriss Diallo remporte le premier tour de l'élection avec 59 voix contre 21 voix pour Drogba et 50 voix pour Sory Diabaté, se retrouvant face à ce dernier pour le second tour.
Le 23 avril 2022, Idriss Diallo remporte l'élection à 51 % contre 49 % et devient le 13e président de la Fédération ivoirienne de Football.